# Bananowe drzewa
Bananowe drzewa – album zespołu Róże Europy wydany w 1996 roku nakładem wydawnictwa Polton.
Materiał nagrano w Studio Winicjusza Chrósta w Sulejówku w okresie maj – październik 1995. Realizacja – Włodek Kowalczyk. Produkcja – Michał Grymuza & Piotr Klatt. Zdjęcia – Marta & Łukasz „Thor” Dziubalscy. Współpraca foto – Piotr Stańczak. Album został ponownie wydany w 2001 przez wydawnictwo Box Music.

## Lista utworów
1. „Nuda nuda nuda” – 2:14
2. „Przyjedziesz metrem” – 3:25
3. „Teologia jak wino” – 3:33
4. „Kapelusiarze” – 2:47
5. „Dobre uczynki” – 3:44
6. „Spódnice i spodnie” – 4:15
7. „Bananowe drzewa” – 4:26
8. „O tobie o mnie” – 3:41
9. „Kilka ciepłych słów” – 5:09
10. „Psy i kociaki” – 3:55
11. „Lunapark komunikatów” – 3:29
12. „Akceptuj mnie” – 2:57

## Muzycy
- Piotr Klatt – śpiew
- Michał Grymuza – gitara basowa, chórki, gitara, instrumenty klawiszowe
- Krzysztof Deptuła – gitara
- Sebastian Miłkowski – gitara basowa
- Mariusz Gęgotek – instrumenty klawiszowe
- Radosław Gralczyk – trąbka
- Mariusz Mielczarek – saksofon
- Krzysztof Poliński – perkusja
- Włodzimierz Tafel – perkusja
- Sławomir Wierzcholski – harmonijka ustna
- Włodzimierz Kowalczyk – gwizd